# Tococa
Tococa es un género  de plantas fanerógamas pertenecientes a la familia Melastomataceae. Comprende 109 especies descritas y de estas, solo 45 aceptadas.

## Descripción
Son arbustos, subarbustos o árboles pequeños, frecuentemente con formicarios en la lámina foliar o cerca de la base de esta. Flores 5-meras (en Mesoamérica) en panículas terminales o pseudolaterales. Hipanto terete; cáliz libre (o fusionado) en el botón, persistente y somera a conspicuamente lobado, con un apéndice denticular desarrollado en la superficie exterior de cada lobo. Pétalos generalmente obovado-oblongos, redondeados a emarginados en el ápice. Estambres 10, esencialmente isomorfos, glabros; tecas típicamente oblongas y ligeramente curvadas hacia adentro con un poro apical solitario ventral o dorsalmente inclinado; conectivo simple y no prolongado o dilatado dorsibasalmente en un diente obtuso. Ovario parcial a completamente ínfero, 3-5-locular; estilo glabro (en Mesoamérica); estigma capitado o capitelado. Fruto en baya; semillas numerosas, ovoides a piramidales, la testa lisa a variadamente esculpida.

## Distribución
Concentradas en la cuenca del Amazonas pero también desde el S. de México a Bolivia y Brasil con 1 sp. en Tobago (ausente del resto de las Antillas).

## Taxonomía
El género fue descrito por Jean Baptiste Christophore Fusée Aublet y publicado en Histoire des Plantes de la Guiane Françoise 1: 437–438, pl. 174. 1775. La especie tipo es: Tococa guianensis Aubl. 

## Algunas especies aceptadas
A continuación se brinda un listado de las especies del género Tococa aceptadas hasta febrero de 2013, ordenadas alfabéticamente. Para cada una se indica el nombre binomial seguido del autor, abreviado según las convenciones y usos:
- Tococa aristata Benth.
- Tococa bolivarensis Gleason
- Tococa broadwayi Urb.
- Tococa bullifera Mart. & Schrank ex DC.
- Tococa capitata Trail ex Cogn.

## Biografía
1. Almeda, A. 2001. Melastomataceae in Fl. Nicaragua. Monogr. Syst. Bot. Missouri Bot. Gard. 85(2): 1339–1419.
2. Davidse, G., M. Sousa Sánchez, S. Knapp & F. Chiang Cabrera. (eds.) 2009. Cucurbitaceae a Polemoniaceae. Fl. Mesoamer. 4(1): 1–855.
3. Forzza, R. C. & et al. et al. 2010. 2010 Lista de espécies Flora do Brasil. https://web.archive.org/web/20150906080403/http://floradobrasil.jbrj.gov.br/2010/.
4. Idárraga-Piedrahíta, A., R. D. C. Ortiz, R. Callejas Posada & M. Merello. (eds.) 2011. Fl. Antioquia: Cat. 2: 9–939. Universidad de Antioquia, Medellín.
5. Michelangeli, F. A. 2005. Tococa (Melastomataceae). Fl. Neotrop. 98: 1–114.
6. Molina Rosito, A. 1975. Enumeración de las plantas de Honduras. Ceiba 19(1): 1–118.
7. Stevens, W. D., C. Ulloa Ulloa, A. Pool & O. M. Montiel Jarquin. 2001. Flora de Nicaragua. Monogr. Syst. Bot. Missouri Bot. Gard. 85: i–xlii,.